# بعثة بورتولا الاستكشافية

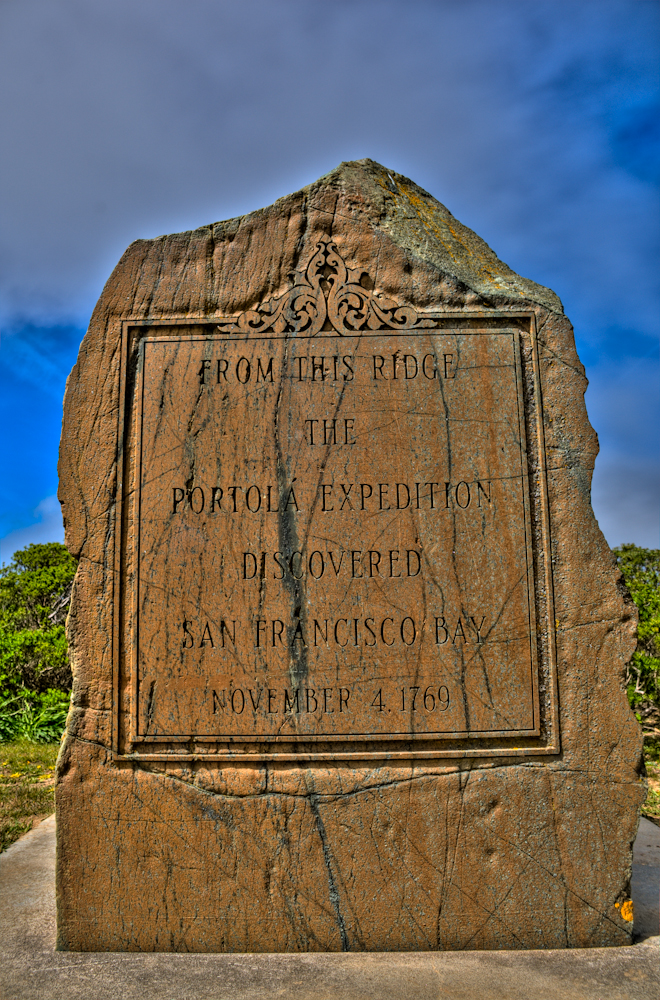
النقطة التي اكتشف عندها خليج سان فرانسيسكو

بعثة بورتولا الاستكشافية (بالإسبانية: expedición de Portolá) هي رحلة إسبانية استكشافية في الفترة 1769- 1770 وهي أول دخول أوروبي مُسجل إلى المناطق الداخلية لولاية كاليفورنيا حاليًا. قادها غاسبار دي بورتولا، حاكم الكليفورنيس، وهي المحافظة المستعمرة التي كانت تضم كاليفورنيا وباها كاليفورنيا وأجزاء أخرى من أراضي المكسيك والولايات المتحدة حاليًا. أسفرت البعثة عن اكتشاف كاليفورنيا العليا وساهمت في تقوية المزاعم الإسبانية بالحق في الأراضي المتنازع عليها والمناطق غير المكتشفة على طول ساحل المحيط الهادئ في شمال أمريكا.

## لمحة عامة
رغم كونها مأهولة بالأمريكيين الأصليين، طالبت الإمبراطورية الإسبانية بحق امتلاك أراضي كاليفورنيا حاليًا في عام 1542 بموجب حق الاكتشاف عندما استكشف جواو رودريغيز كابريلو ساحل المحيط الهادئ. أرسى اكتشاف كابريلو مطالبات بالخط الساحلي الممتد من الشمال حتى خط عرض 42 درجة شمالًا. أقرت الولايات المتحدة الخط الشمالي هذا في معاهدة آدمز أونيس لعام 1819.
أقامت إنجلترا مطالبة منافسة في عام 1579 عن طريق القرصان فرنسيس دريك، الذي سلك الطريق الذي وضعه مانيلا غاليون عبر المحيط الهادئ من الفلبين وصولًا إلى ساحل كاليفورنيا بالقرب من كيب ميندوسينو، حيث أبحر جنوبًا على طول الساحل على الأقل بقدر بُعد بوينت رييس. في عام 1596، استكشف قائد برتغالي كان يبحر باتجاه إسبانيا، سيباستياو رودريجيز سورومينو، بضعًا من الخط الساحلي نفسه، وترك وصفًا للسمات الساحلية. كان بحوزة بعثة بورتولا نسخة من كتابات سورومينو لإرشادهم على طول الساحل.
تبع سباستيان فيزكانيو سورمينو في عام 1602، وشملت استكشافاته الساحلية مسحًا لعدد من المواقع في كاليفورنيا لغايات الاستيطان مستقبلًا، ومن ضمنها: سان دييغو وجزر القناة في كاليفورنيا ومونتيري. أبحر فيزكانيو شمالًا من المكسيك (كما فعل كابريلو)، وهو إجراء أكثر صعوبة بسبب الرياح السائدة والتيارات البحرية. بعد فيزكانيو، لم تفعل الإمبراطورية الإسبانية سوى القليل لحماية المنطقة أو الاستيطان فيها لفترة 160 عامًا الملاحقة، ولم تحقق استكشافات في الأرض. إذ حظيت الشؤون في أوروبا بالأولوية ومحافظة على جميع الدول البحرية مُحتلة. تضمن الاستيطان -الذي حدث- تشكيل عدد من البعثات التبشيرية اليسوعية الإسبانية على أراضي باها كاليفورنيا.

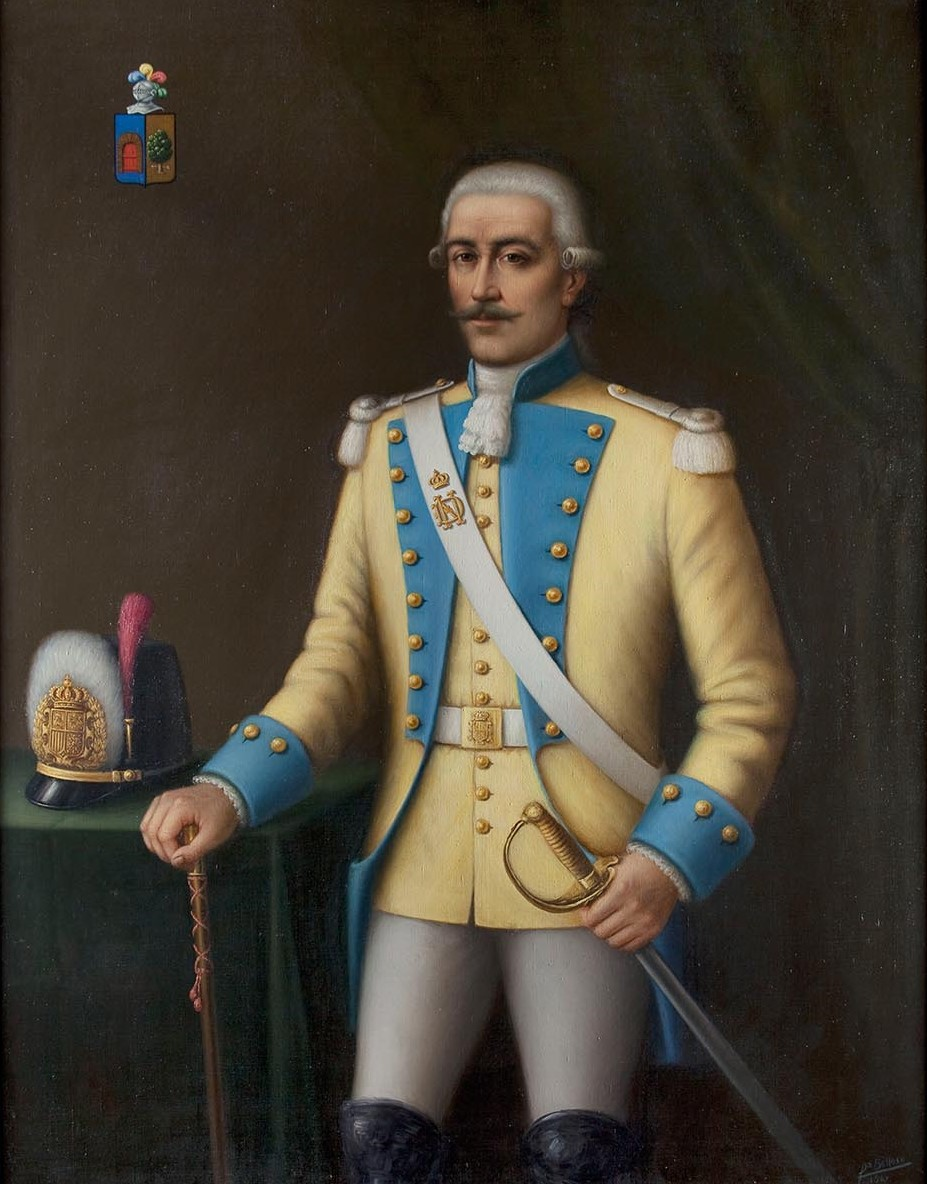
غاسبار دي بورتولا

لاحقًا في عام 1767، طرد كارلوس الثالث ملك إسبانيا النظام اليسوعي من المملكة الإسبانية. وعُين غاسبار دي بورتولا -ضابط عسكري كتالوني وحاكم استعماري- في منصب حاكم محافظة الكليفورنيس، وبُعث لتجريدها من اليسوعيين واستبدالهم بالفرنسيسكانيين، ممن سيشكلون شبكاتهم الخاصة من البعثات في المستعمرة. ينحدر غاسبار من خلفية عسكرية، وخدم قائدًا لفرسان الكتيبة الإسبانية فورًا قبل تعيينه حاكمًا. عندما أبحر للمرة الأولى نحو باها كاليفورنيا بصفته الحاكم الجديد، أحضر معه 25 فارسًا و25 جندي مشاة لمساعدته في ترحيل اليسوعيين، وفي نهاية المطاف، أتمّ استكشافًا إضافيًا لبقية كاليفورنيا. وكان لخلفيته العسكرية دور كبير أثناء البعثة.

### قرار إرسال البعثة
بحلول نهاية ستينيات القرن الثامن عشر، بدأ الملك الإسباني وحفنة من الحكام الأوروبيين بإدراك أهمية ساحل المحيط الهادئ شمال أمريكا في النشاط البحري التجاري. في وقت كان فيه الروس يتقدمون جنوبًا من معاقلهم في ألاسكا الحالية، كان البريطانيون يتدافعون غربًا في كندا مقتربين من ساحل المحيط الهادئ. ولغايات الحفاظ على المطالب الإسبانية في كاليفورنيا، أراد الملك تشارلز الثالث استكشاف الخط الساحلي والاستيطان فيه كي يتمكن من إنشاء منطقة فاصلة لحماية الأراضي الإسبانية من تهديد الغزو.
عقب معرفة غاية الملك باستكشاف كاليفورنيا العليا، نظم المفش العام الجديد لإسبانيا، خوسيه دي غالفيز بعثة استكشافية، ووضع الحاكم بورتولا في القيادة العامة لها. دعت الخطة لحركة برية بحرية مشتركة على ساحل المحيط الهادئ. تمثّل دور السفن بتزويد الكتيبة البرية بالذخيرة ونقل الاتصالات بينهم وبين إسبانيا الجديدة. في حين قرر بورتولا السفر برًا.
كانت المهمة الأساسية للبعثة السفر إلى «ميناء مونتيري» الذي وصفه فيزكانيو وتشييد مستعمرة هناك. بعد ذلك، كان على المستكشفين المواصلة شمالًا لتحديد «خليج سان فرانسيسكو» الذي ذكره سورومينو، وملاحقة أي روسي يعترض طريقهم، والمطالبة بالمنطقة لإسبانيا وتحديد إذا كان الخليج يصلح أن يكون ميناءً جيدًا.

## البعثة

### من باها كاليفورنيا إلى سان دييغو
احتوى الفريق الأول من البعثة على خمس مجموعات غادرت جميعها من باها كاليفورنيا متوجهةً شمالًا إلى سان دييغو. سافرت ثلاث مجموعات بحرًا بينما سافرت اثنتان برًا في قوافل من البغال. بُنيت ثلاث سفن شراعية على عجل في سان بلاس، وأبحرت إلى سان دييغو في أوائل عام 1769: سفينة سان كارلوس بقيادة فيسنتي فيلا، ملازم من القوات البحرية الملكية، وسفينة سان أنتونيو، بقيادة خوان بيريز -وهو مواطن أصلي من مدينة ميورقة- وسفينة سان خوسيه. عبرت السفن الثلاثة خليج كاليفورنيا من سان بلاس، ووصلت بالية إلى ساحل باها الشرقي، واستلزم ترميمها هناك.

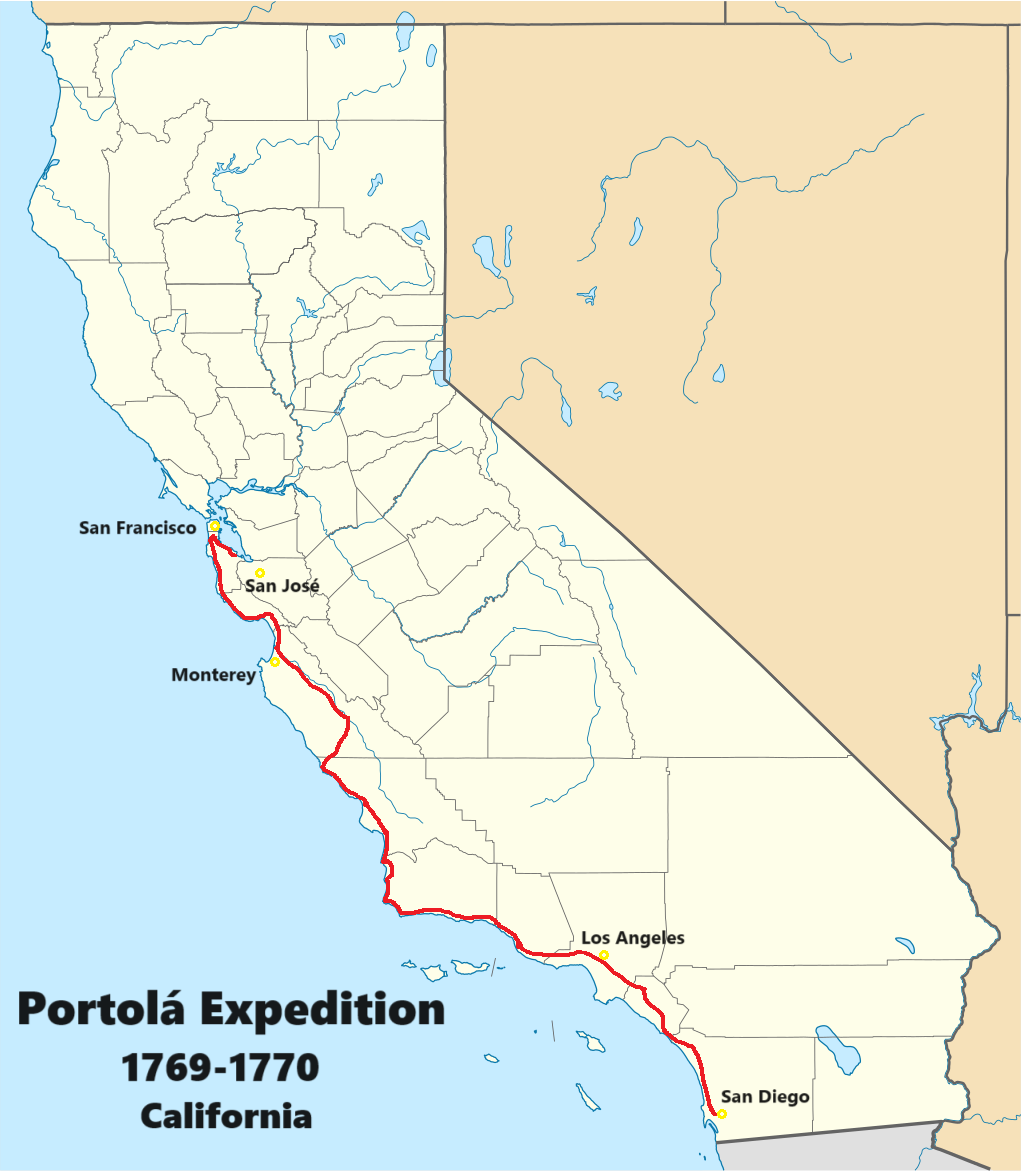
بعثة بورتولا الاستكشافية

#### المجموعات الثلاثة البحرية
على شاطئ لا باز في 9 يناير 1769، بارك الراهب خونيبيرو سيرا سفينة القائد سان كارلوس وقسيسها، الراهب فيرناندو بارون. وخاطب خوسيه دي غالفيز الرجال الذين ينتظرون الصعود على السفينة، معلنًا مونتيري وجهة نهائية لهم وكانت أول مهامهم نصب الصليب المقدس بين الهنود. غادر الراهب بارون على متن سفينة سان كارلوس إلى جانب القائد فيسنتي فيلا، يتبعهم الملازم بيدرو فيغز برفقة 25 متطوع كتالوني، ورسام الخرائط ميغيل كوستانسو -الذي صنع خرائط ورسومات لوصف الرحلة- والجراح بيدرو برات، وطاقم من 23 بحار، إضافة إلى حدادين اثنين، وصبيين، وأربعة طهاة، والرفيق خورخي استوريس، أي أن الطاقم تألف من 62 شخصًا بالمجمل. برفع المرساة استعدادًا للإبحار، توجهت سفينة سان كارلوس جنوبًا نحو خليج كاليفورنيا حول كابو سان لوكاس، ثم توجهت شمالًا على طول ساحل المحيط الهادئ.
في 15 فبراير، أرسل غالفيز سفينة سان أنتونيو، بقيادة خوان بيريز، من كابو سان لوكاس؛ فعمل الراهبان الفرنسيسكانيين خوان فزكينو وفرانسيسكو غوميز قسيسين. حملت سفينة سان أنتونيو نحو 30 رجلًا، كان منهم البحارة والطهاة والنجارون والحدادون. تقدمت تلك السفن على المجموعات البرية. تبعت سفينة الإمدادات -سان خوسيه- سفينتي سان كارلوس وسان أنتونيو، التي سُميت تيمنًا بالقديس الراعي لبعثة بورتولا، يوسف النجار. لم تصل سفينة سان خوسيه إلى سان دييغو وزُعم أنها ضاعت في البحر.

#### المجموعتان البريّتان
جمع القائد فيرناندو ريفييرا الأحصنة والبغال من السلسلة الضعيفة للبعثات الكاثوليكية، متوجهًا شمالًا عبر باها كاليفورنيا؛ لتزويد بعثاته البرية بالإمدادات. أمر خوسيه دي غالفيز ريفييرا بمصادرة الأحصنة والبغال من البعثات دون تعريضها للخطر وإعطاء الرهبان إيصالات بعدد الحيوانات المصادرة، فجُهزت هذه البعثات بالحيوانات التي أُحضرت من الأراضي المكسيكية. اختير الراهب خوان كرسبي قسًا لفريق ريفييرا وكاتب يوميات للبعثات التبشيرية الفرنسيسكانية، وسافر مدة 24 يومًا من بعثة لا بوريسيما، وما يقارب 400 ميل (640 كيلومتر) شمال فيليكاتا (قرب رامونا الحالية، كاليفورنيا)، ثم الحدود الشمالية للمستعمرة الإسبانية في باها كاليفورنيا. حيث اجتمع كريسبي هناك بفريق ريفييرا، الذي ارتحل من فيليكيتا في 24 مارس. اقتاد ثلاثة سائقي بغال قافلة البغال والأحصنة، التي حملت 25 معطفًا جلديًا للجنود و42 هنديًا مسيحيًا من باها كاليفورنيا (جميعهم رجال).
قاد بورتولا بنفسه المجموعة الثانية، التي غادرت من لوريتو في 9 مارس. عين خوسيه دي غالفيز خونيبيرو سيرا قائدًا لفريق  البعثات التبشيرية الفرنسيسكانية المتجهة إلى كاليفورنيا العليا، وانضم لفريق بورتولا قسًا وكاتب يوميات. عاني سيرا ذو الـ55 عامًا من التهاب مزمن في قدمه اليسرى، واعتقد بورتولا بأنه أصبح سرطانيًا. حاول أن يُثني سيرا من الانضمام للبعثة، لكن سييرا رفض الانسحاب، وأخبر بوترولا أن يتقدم، وقال أنه سيلحق بوترولا ويلتقي به على الحدود. وفي أثناء ذلك، عين سيرا الراهب ميغيل دي لا كامبا من بعثة سان إغناسيو لينضم إلى فريق بورتولا. اقتاد الفريق قافلة إمدادات وحيوانات للطعام، بالإضافة إلى 25 معطفًا جلديًا للجنود بقيادة الرقيب خوسيه فرنسيسكو أورتيغا، إضافةً إلى سائقي البغال وحرفيين و44 هنديًا مسيحيًا من باها كاليفورنيا يعملون خدمًا ومترجمين للتواصل مع الهنود طوال الطريق. سافرت هذه المجموعة أبطأ من فريق ريفييرا. ارتحل سيرا أغلب الطريق على بغل مصاب، ولحق في نهاية المطاف ببورتولا ودي لا كامبا وأعضاء آخرين من فريقهم في 5 مايو، جنوب فيليكيتا. تحرك فريق بورتولا بشكل أسرع عقب اللحاق بالطريق الذي شقه فريق ريفييرا، وانخفاض عبء المواشي. ومع ذلك، عانوا من رحلة شاقة عبر الصحاري والوديان.